# 293
Năm 293 là một năm trong lịch Julius. 